# 无界传媒
无界传媒（英語：Watching），法定注册名为新疆无界文化传媒有限公司，是财讯传媒集团、新疆维吾尔自治区政府与阿里巴巴集团三方联合组建的新媒体机构。

## 簡介
无界传媒是一个与上海的澎湃、面类似，但也有所区别的新媒体项目。
一些记者和专家认为该项目的建立是“对新疆的宣传”，而财讯集团的中层透露其并非仅限于此。无界传媒的官方口号是“打造一个立足西部、面向全国、辐射亚欧的，面向移动互联网时代的政经类、多语种移动客户端，致力于打造一个有分量的新媒体品牌和一个国家级的外宣平台”。

## 歷史
无界传媒原本是新疆政府的一个宣传项目，2014年11月在北京召开了一个移动客户端开放式沙龙。
2015年4月，财讯集团正式宣布将三方联合组建“无界传媒”项目，并开启大规模招聘与宣传，称首轮投资为亿万元级别。
2016年3月，在旗下的无界新闻網站轉發一篇《关于要求习近平同志辞去党和国家领导职务的公开信》的文章後，无界传媒被當局调查，后终止运营。

## 外部連結
- 無界新聞 （页面存档备份，存于）